# Ori Sason
Ori (Or) Sason (hebrejsky אור ששון‎‎), (* 18. srpen 1990 v Jeruzalému, Izrael) je izraelský zápasník – judista, bronzový olympijský medailista z roku 2016.

## Sportovní kariéra
S judem začal v 8 letech v Jeruzelému. Spolupracuje s trenéry Gillem Offerem a Orenem Smadžou. Judu se vrcholově věnuje i jeho starší bratr Alon. V roce 2012 se na olympijské hry v Londýně nekvalifikoval. V polotěžké váze byl dvojkou za Arielem Ze'evim a v těžké váze se ještě neuměl pohybovat. Těžké váze je věrný od roku 2014 po nekolikaměsíčním výpadku zranění palce u nohy a během dvou let se vypracoval mezi absolutní světovou špičku. Jeho nejsilnější zbraní je levé morote seoi-nage a sode-curikomi-goši. Na olympijských hrách v Riu v roce 2016 předváděl krásné technické judo. V semifinále se dokonce nebál výpadem sode-curikomi-goši zaútočit na suveréna těžké váhy Teddy Rinera. Techniku však nedotočil a nebyl za ní obodován. V posledních sekundách zápasu ještě držel nerozhodný stav, ale v závěrečné sekundě neustál Rinerův výpad sumi-gaeši a prohrál na wazari. V boji o třetí místo porazil Kubánce Alexe Garcíu a získal bronzovou olympijskou medaili.

### Vítězství
- 2012 – 1x světový pohár (Praha)
- 2013 – 2x světový pohár (Tbilisi, Varšava)
- 2014 – 1x světový pohár (Tallinn)
- 2016 – 1x světový pohár (Tbilisi)

## Výsledky
| Olympijské hry     |     |   |     | —   |     |     |     | 3. |  |  |  |  |  |  |  |  |  |  |  |  |  |
| Mistrovství světa  | —   | — | —   |     | úč. | úč. | úč. |    |  |  |  |  |  |  |  |  |  |  |  |  |  |
| Evropské hry       |     |   |     |     |     |     | 2.  |    |  |  |  |  |  |  |  |  |  |  |  |  |  |
| Mistrovství Evropy | —   | — | úč. | úč. | 5.  | —   | 2.  | 2. |  |  |  |  |  |  |  |  |  |  |  |  |  |
| MS juniorů         | úč. |   |     |     |     |     |     |    |  |  |  |  |  |  |  |  |  |  |  |  |  |
| ME juniorů         | úč. |   |     |     |     |     |     |    |  |  |  |  |  |  |  |  |  |  |  |  |  |